# Marion Post Wolcott

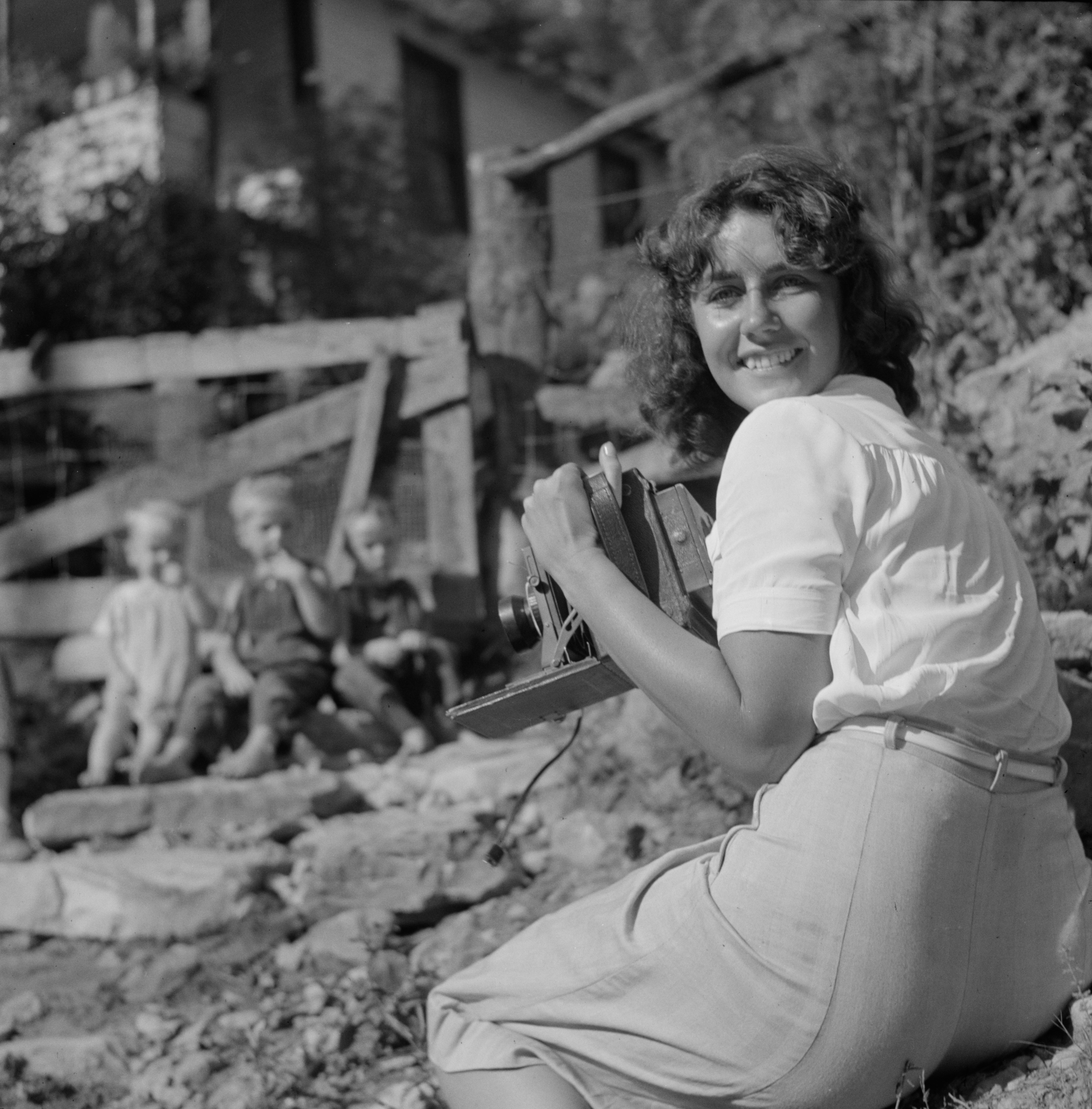
Marion Post, terwijl ze "bergkinderen" voor hun huis fotografeert in de Appalachen in Kentucky, 1940 (foto: Marie Turner)

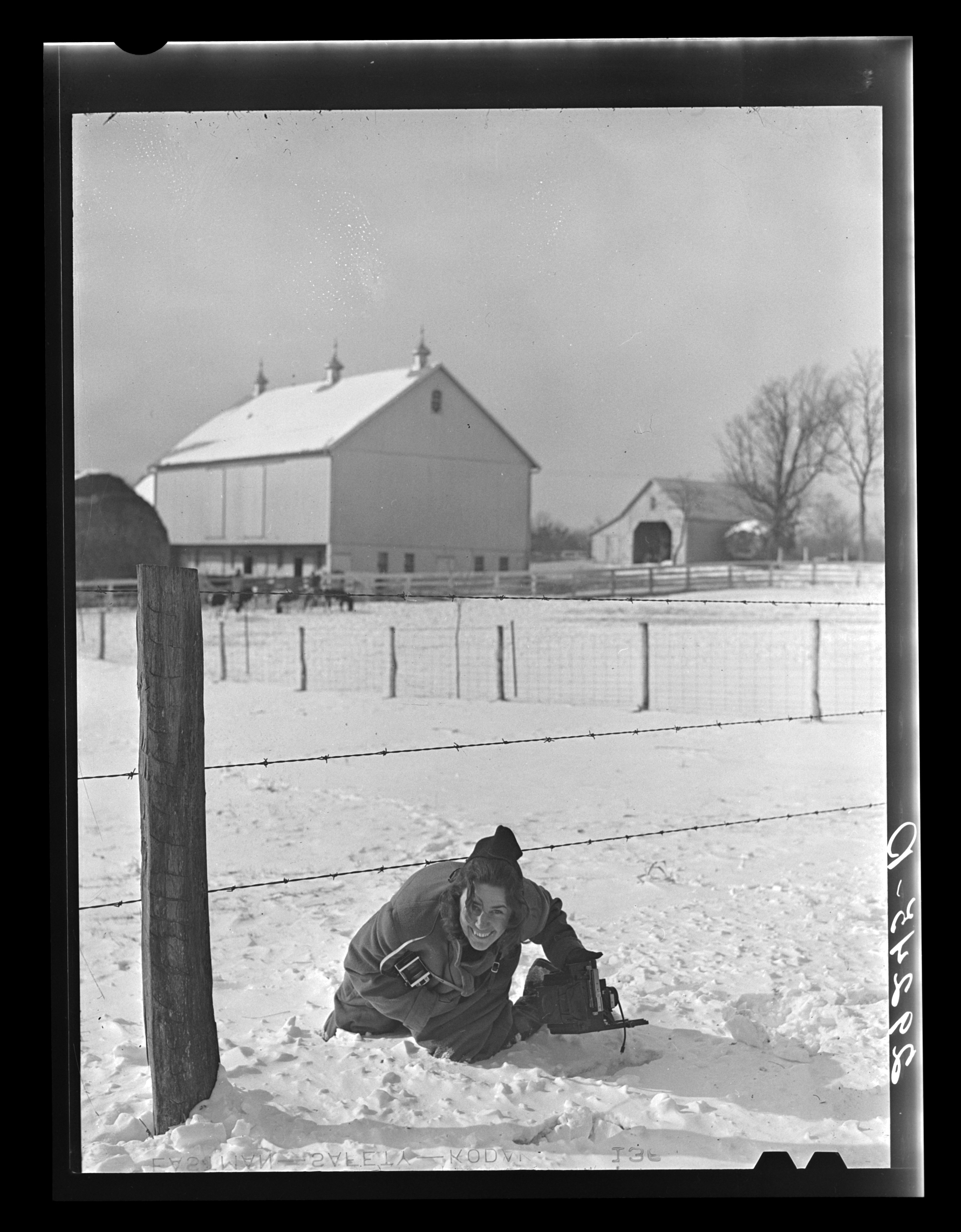
Marion Post met Zeiss Ikoflex III en Speed Graphic in Montgomery County, Maryland, januari 1940 (foto: Arthur Rothstein)

Marion Post (Montclair (New Jersey), 7 juni 1910 – Santa Barbara (Californië), 24 november 1990), later Marion Post Wolcott, was een Amerikaanse fotograaf, die haar bekendste werk maakte in de jaren 1938-1941, toen ze in dienst van de Amerikaanse overheid het dagelijks leven in de agrarische en industriële gebieden ten oosten van de Mississippi vastlegde.

## Leven en werk
Marion Post werd op 7 juni 1910 geboren in New Jersey. Na de scheiding van haar ouders werd ze naar een kostschool gestuurd. In de vakanties verbleef ze bij haar moeder in Greenwich Village, waar ze kennis maakte met kunstenaars en musici. Later volgde ze een studie aan The New School.
Na een opleiding tot onderwijzeres vond ze werk in een stadje in Massachusetts. Toen de school zijn deuren sloot, vertrok ze naar Europa, waar haar zus Helen Post al fotografie studeerde bij Trude Fleischmann, een vermaarde Weense portretfotograaf. Toen Fleischmann Marions werk zag, moedigde ze haar aan door te gaan met fotograferen.
In Wenen was ze getuige van de Jodenvervolging door de nazi's. Uit voorzorg besloten de beide zussen terug te keren naar de VS. Marion Post ging weer aan de slag als onderwijzeres, maar ze bleef ook fotograferen en sloot zich evenals haar zus Helen aan bij de antifascistische American League Against War and Fascism, die Joden hielp Europa te ontvluchten. Op deze manier wist ook Trude Fleischmann, na de Anschluss in 1938, Oostenrijk te verlaten en via Parijs en Londen ten slotte in april 1939 New York te bereiken.
Bij de New Yorkse Photo League maakte Marion Post kennis met Ralph Steiner en Paul Strand die haar werk waardeerden. Toen ze aan hen vertelde dat ze voor de Philadelphia Evening Bulletin vooral "vrouwenonderwerpen" moest verslaan, liet Ralph Steiner haar portfolio zien aan Roy Stryker, het hoofd van de fotografieafdeling van de Farm Security Administration (FSA), vergezeld van een aanbevelingsbrief van Paul Strand. Stryker was onder de indruk en nam haar meteen aan.
De FSA was in 1937 opgericht als onderdeel van Roosevelts New Deal ter bestrijding van de armoede op het platteland ten gevolge van de Grote Depressie. Marion Post behoorde tot de groep fotografen die zowel het dagelijks leven van de gewone Amerikanen als de resultaten van de nieuwe maatregelen moest vastleggen. Haar collega's bij de FSA waren onder anderen Dorothea Lange, Gordon Parks, Jack Delano, Walker Evans, Arthur Rothstein, John Vachon, Russell Lee en Carl Mydans.
In 1941 ontmoette ze Leon Oliver Wolcott, die onder Franklin D. Roosevelt een hoge functie bij het Ministerie van Landbouw bekleedde. Nadat ze getrouwd waren, bleef Marion Post Wolcott nog even in dienst van de FSA, maar in februari 1942 nam ze ontslag, omdat ze geen kans zag het fotograferen en reizen te combineren met het gezinsleven.
In de jaren 1970 werd haar werk herontdekt door historici en kunstliefhebbers en kreeg ze zelf ook weer belangstelling voor de fotografie. In 1978 vond haar eerste solo-expositie plaats in Californië en in de jaren 1980 begonnen het Smithsonian en het Metropolitan Museum of Art haar foto's te verzamelen. De eerste monografie over haar werk verscheen in 1983. Het Art Institute of Chicago organiseerde in 1989 een tentoonstelling van haar werk en dat van haar jongere collega en geestverwant Esther Bubley. Marion Post Wolcott overleed op tachtigjarige leeftijd op 24 november 1990 in Santa Barbara (Californië).

## De foto's voor de FSA
Posts foto's voor de FSA getuigen van haar betrokkenheid bij de armoede en ontberingen tijdens Grote Depressie. Ze legde met enkele beroemd geworden foto's de gevolgen van de segregatie vast, maar ze had ook oog voor de humor en de poëzie van de situaties die ze fotografeerde. In haar latere leven zette ze zich in voor vrouwenrechten. In 1986 zei ze tijdens de Women in Photography Conference in Syracuse (New York): "Vrouwen zijn al een eind gekomen, maar nog niet ver genoeg. [...] Spreek met je beelden en leg er je hart en ziel in."

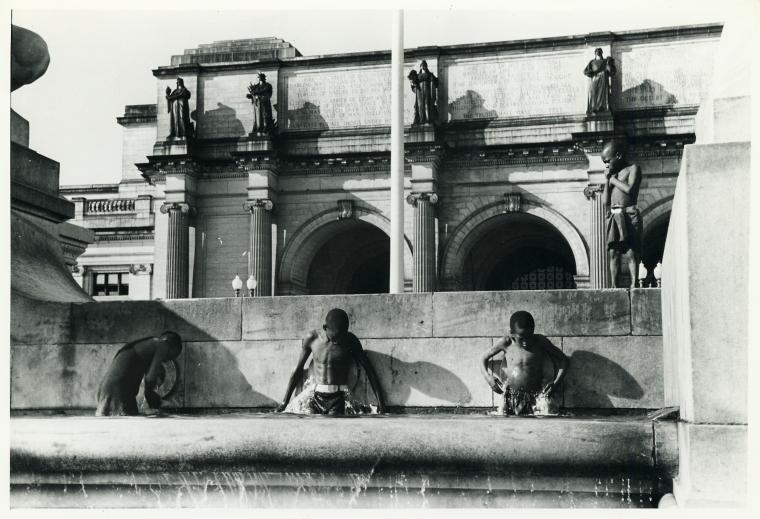
Badende jongens in de fontein tegenover Union Station, Washington D.C., september 1938
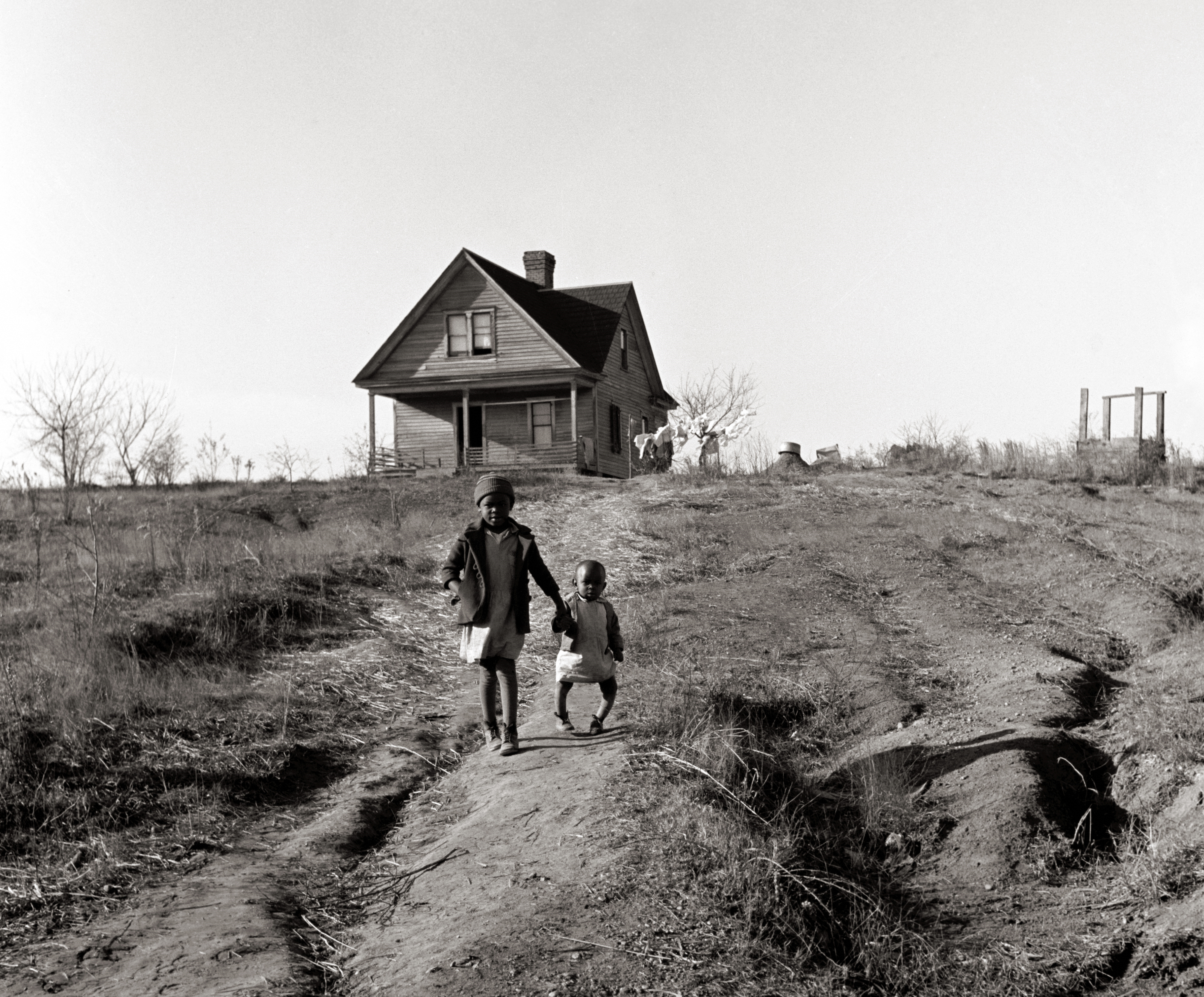
Kinderen bij hun huis bij Wadesboro (North Carolina), december 1938
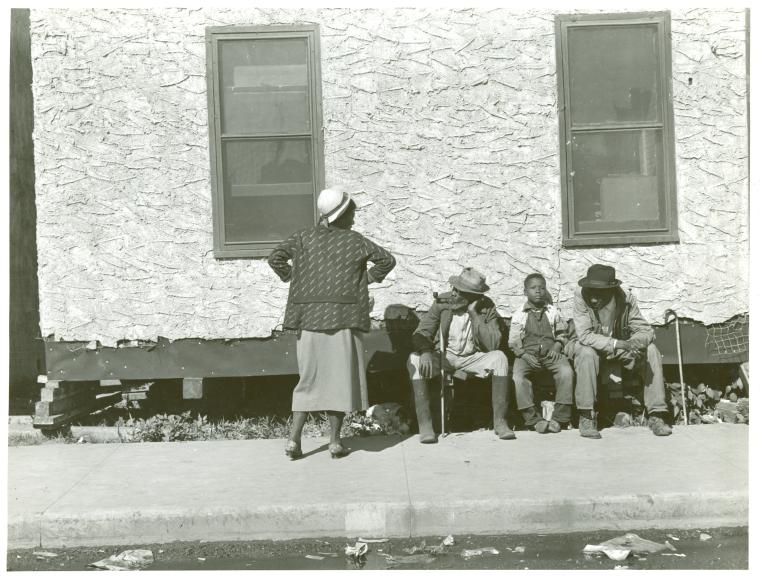
Voor het stadhuis in Belle Glade (Florida), januari 1939
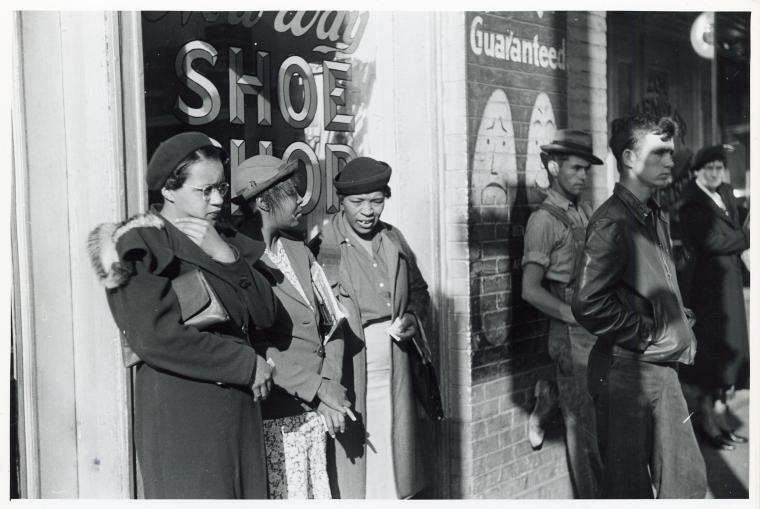
Dienstbodes wachtend op de tram in Atlanta (Georgia), mei 1939
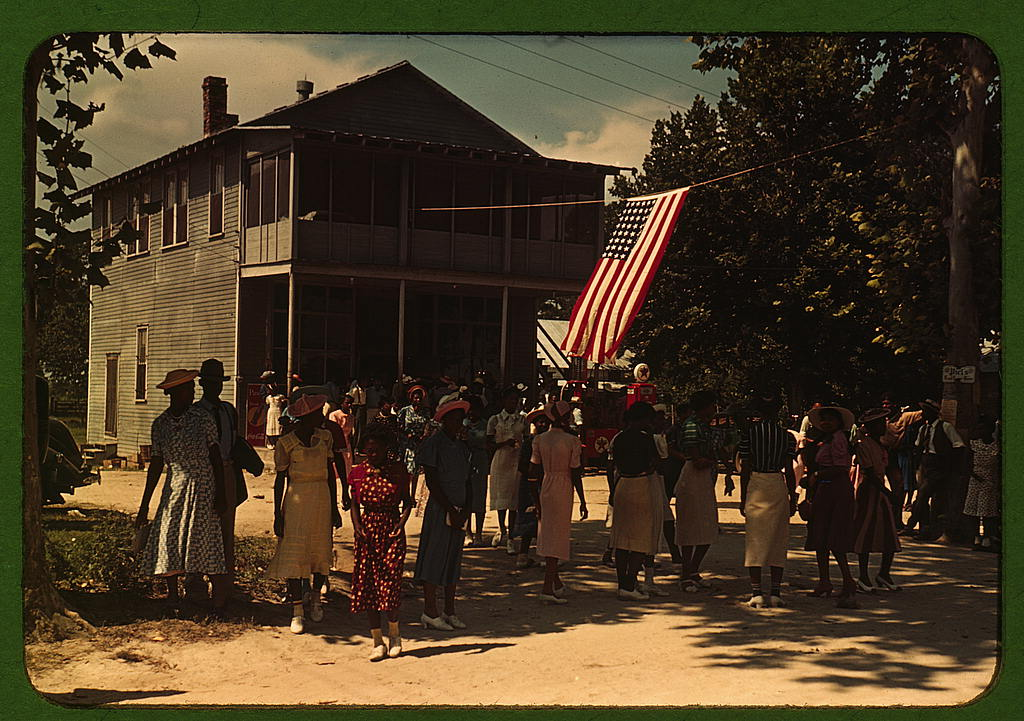
De viering van Fourth of July in 1939 op Saint Helena Island (South Carolina)
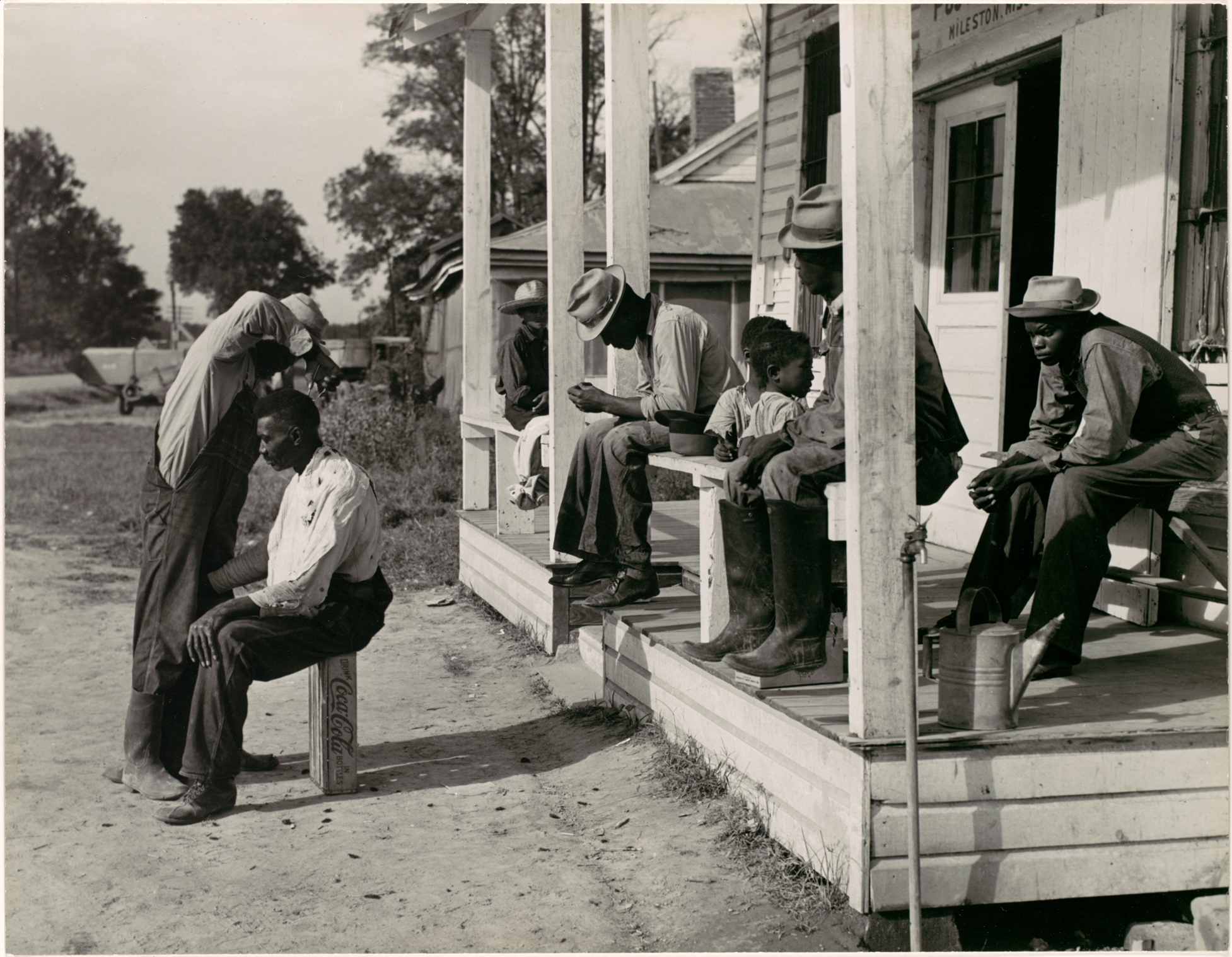
Kapsalon in de openlucht voor het postkantoor van Mileston (Mississippi), 1939 (bron: Metropolitan Museum of Art, New York)
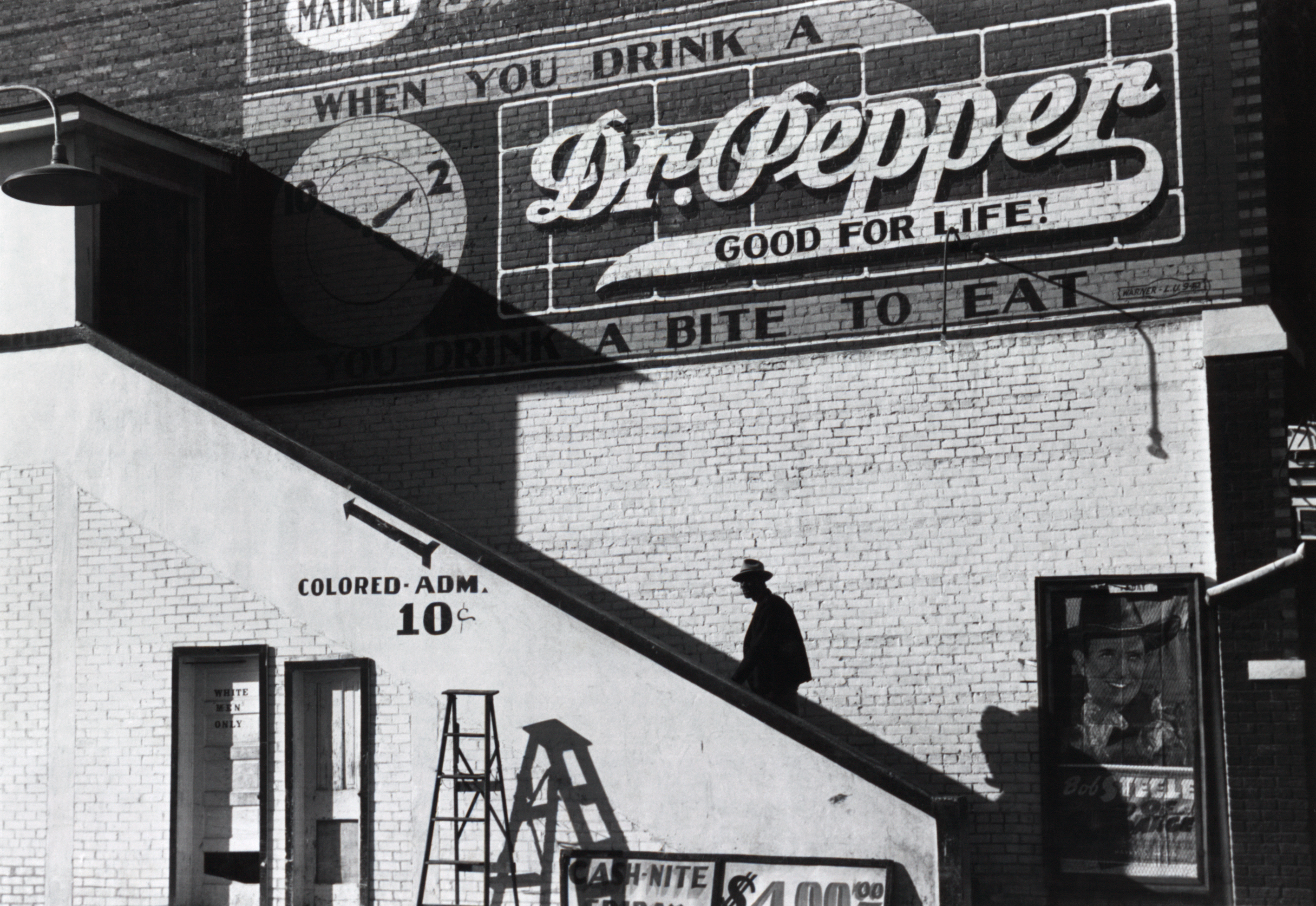
Man die een bioscoop binnengaat via de ingang voor "kleurlingen", Belzoni (Mississippi), oktober 1939
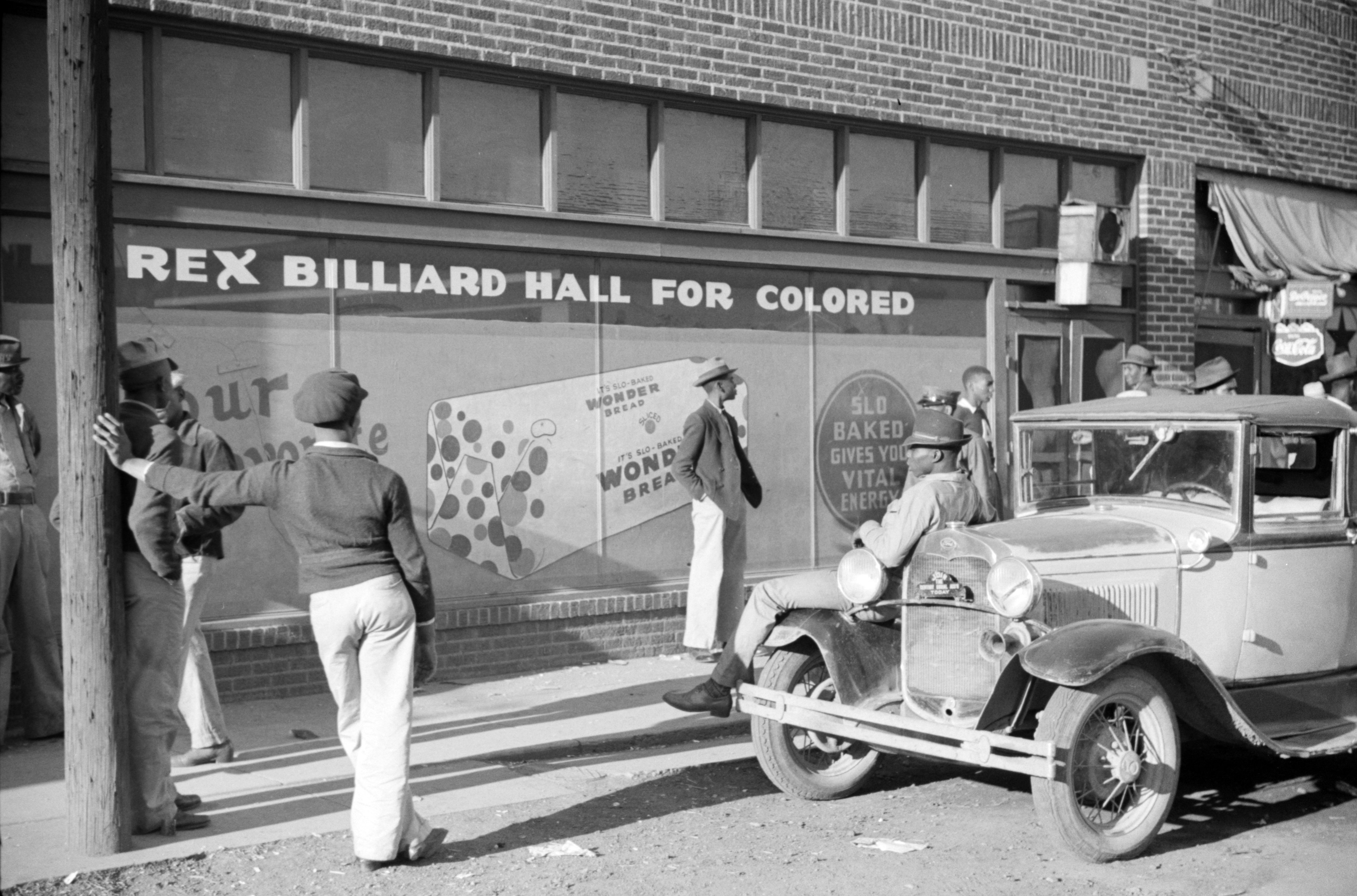
Opschrift "Rex Billiard Hall for Colored", Beale Street, Memphis, oktober 1939
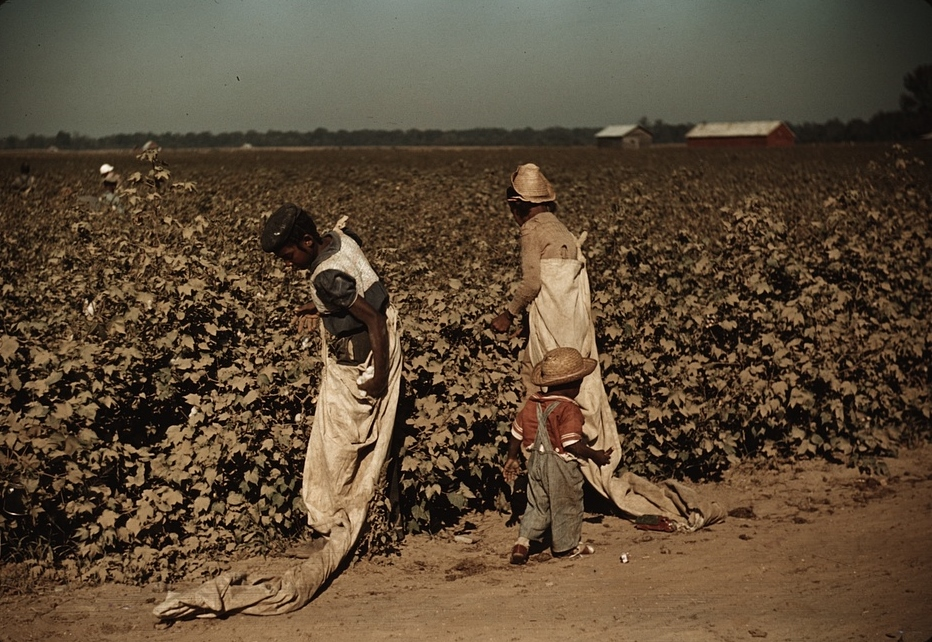
Katoen plukkende dagloners bij Clarksdale (Mississippi), november 1939
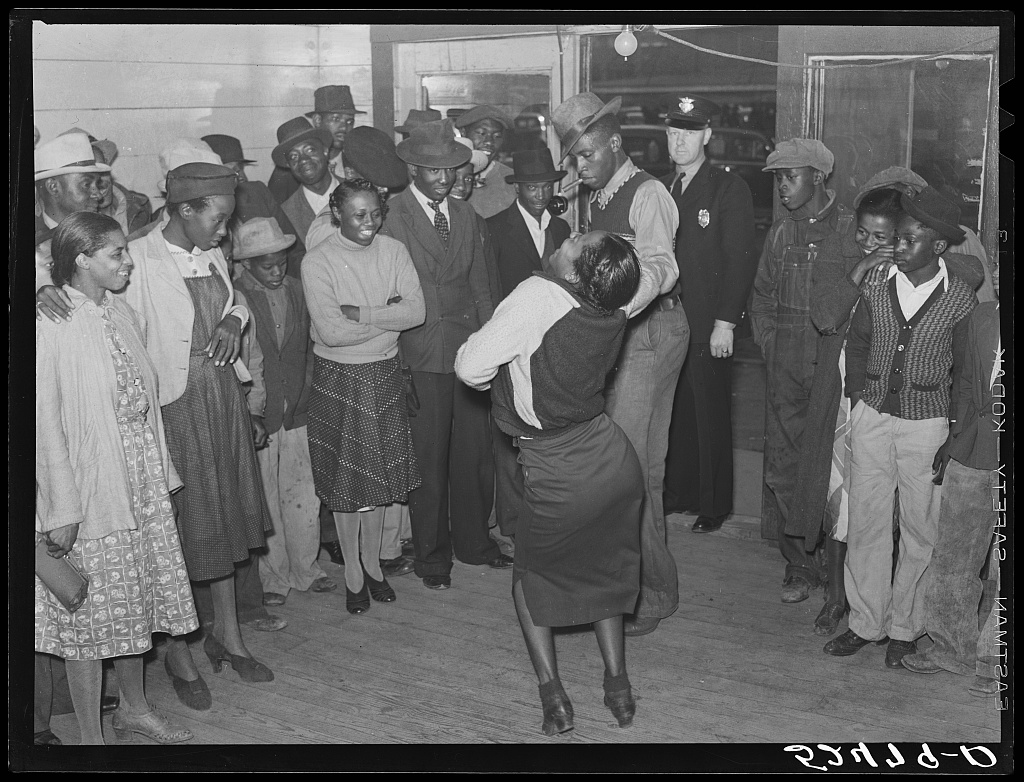
Jitterbugging in een jukejoint in Clarksdale, november 1939
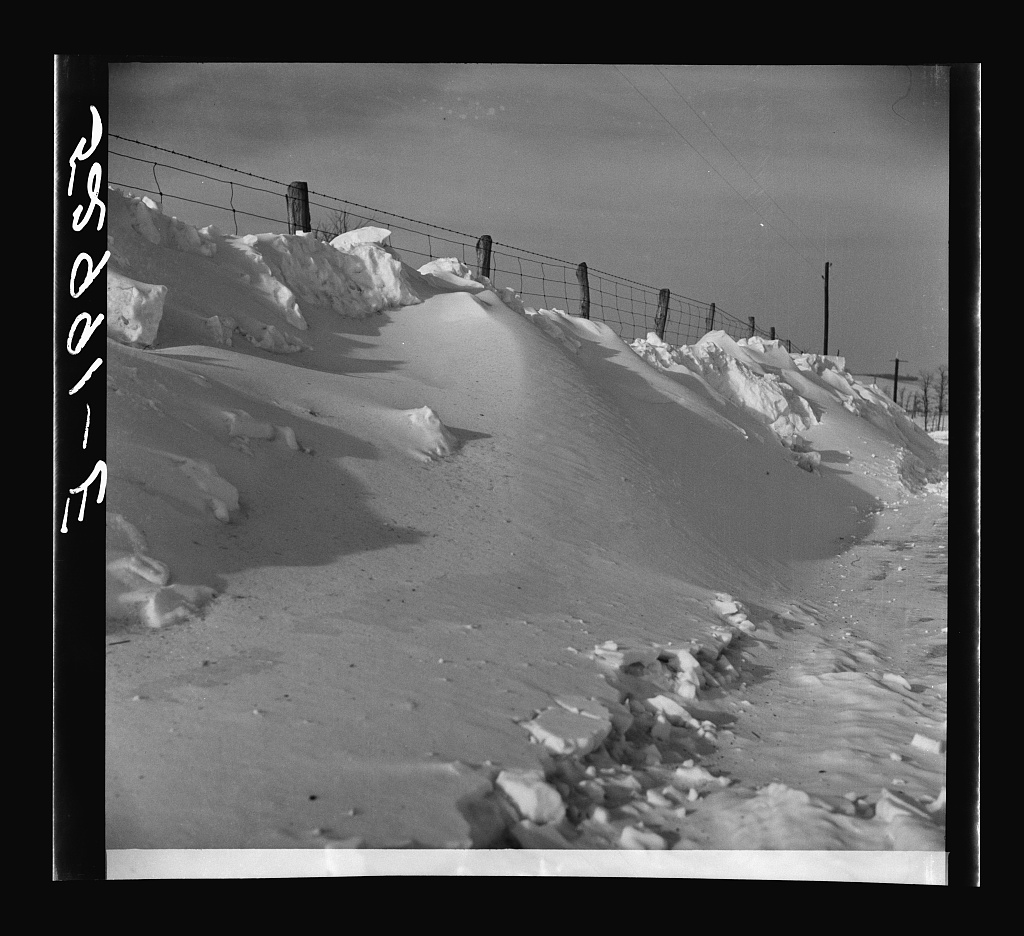
Stuifsneeuw langs de snelweg naar Frederick (Maryland), februari 1940
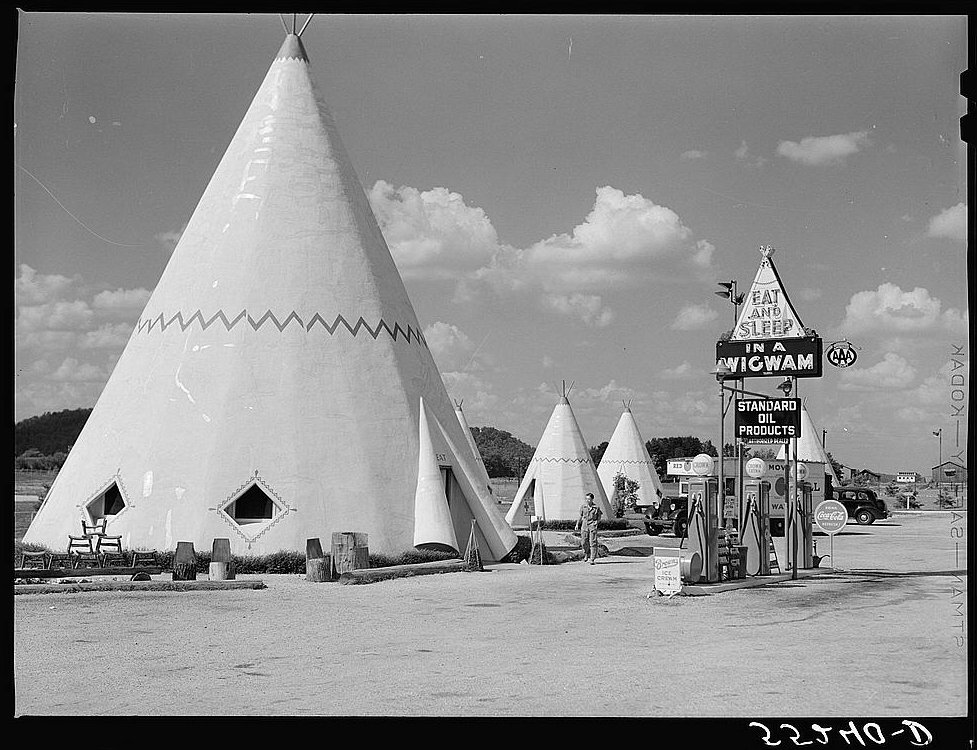
Overnachtingsgelegenheden in de vorm van indiaanse tipi's langs de snelweg ten zuiden van Bardstown (Kentucky), juli 1940
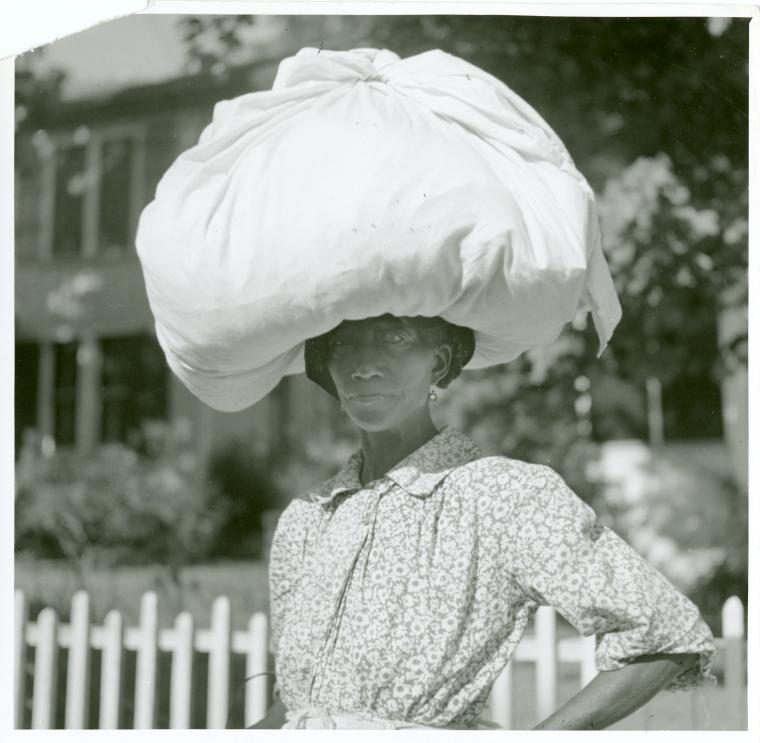
Vrouw die een bundel op haar hoofd draagt, Natchez (Mississippi), augustus 1940
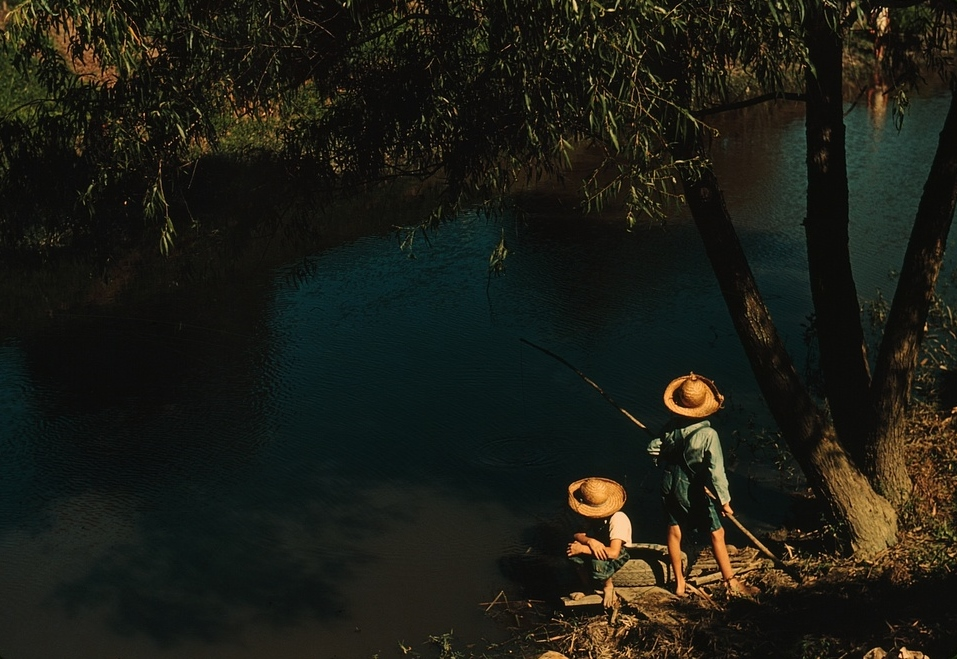
Cajun-kinderen uit Terrebonne Parish, hengelend in een bayou bij Schriever (Louisiana), juni 1940
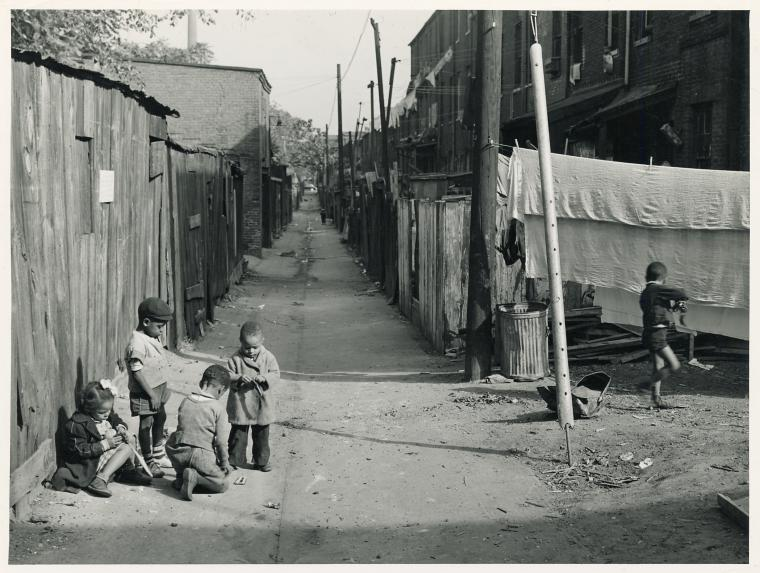
Spelende kinderen in Defrees Alley, vlak bij het Capitool, september 1941

- Bibliothèque nationale de France: cb14943113f (data)
- Gemeinsame Normdatei: 118934643
- International Standard Name Identifier: 0000 0001 1530 016X
- Library of Congress Control Number: n84074859
- National Archives and Records Administration: 10568303
- National Gallery of Victoria: 2195
- Nationale bibliotheek van Australië: 35419044
- Nederlandse Thesaurus van Auteursnamen: 108637700
- PIC: 2045
- RKD-Nederlands Instituut voor Kunstgeschiedenis: 377550
- SNAC: w6db85m5
- Système universitaire de documentation: 171963601
- Museum of New Zealand Te Papa Tongarewa: 52605
- Trove: 1042971
- Union List of Artist Names: 500002522
- Virtual International Authority File: 25401636
- WorldCat: E39PBJcc7xWJ6PjGxkvrJ4MVmd